# Le Cavalier fantôme (film, 1918)
Pour le film de George Sherman, voir Le Cavalier fantôme (film, 1941).
Pour plus de détails, voir Fiche technique et Distribution.
Le Cavalier fantôme (The Phantom Riders) est un film américain muet, réalisé par John Ford, sorti en 1918. Ce film est considéré comme perdu.

## Synopsis
Cheyenne Harry lutte contre le puissant Dave Bland, qui domine Paradise Creek Valley. Il vient au secours de Molly Brant, mais le père de Molly est tué et Harry est capturé par les hommes de Dave Bland. Finalement, tout s'arrange grâce à l'intervention de la Cavalerie.

## Fiche technique
- Titre : Le Cavalier fantôme
- Titre original : The Phantom Riders
- Réalisation : John Ford
- Scénario : George Hively, d'après une œuvre d'Henry MacRae
- Photographie : John W. Brown et Ben F. Reynolds
- Production : Harry Carey
- Société de production : The Universal Film Manufacturing Company
- Société de distribution : The Universal Film Manufacturing Company
- Pays de production :  États-Unis
- Langue : anglais
- Format : Noir et blanc - 35 mm — 1,37:1 - Film muet
- Genre : Western
- Durée : 50 minutes
- Date de sortie :
  - États-Unis : 28 janvier 1918

## Distribution
- Harry Carey : Cheyenne Harry
- William Gettinger : Dave Bland
- Molly Malone : Molly Brant
- Buck Connors : Brant
- Vester Pegg : le chef des Phantom Riders
- Jim Corey : contremaître